# Casuarina collina
Espèce
Classification phylogénétique
Casuarina collina, aussi appelé bois de fer, est un arbre endémique de la Nouvelle-Calédonie.

## Description

### Aspect général
Il atteint une vingtaine de mètres de hauteur. Son tronc est droit avec une écorce grise, noirâtre. Ses rameaux cannelés en forme de fils de 2 mm d'épaisseur ressemblent à des prêles.

### Rameaux et feuilles
Le houppier, régulier, a un aspect particulier dû à ses ramifications fines, denses et à son feuillage très caractéristique aux feuilles réduites à de très petites dents, disposées en verticilles sur des rameaux fins de section cylindrique, de couleur vert sombre (les aiguilles du bois de fer sont souvent prises pour les aiguilles ou feuilles).

### Fleurs
L'espèce est dioïque. Les fleurs femelles sont des capitules à styles roses à rougeâtres, et les fleurs mâles sont des épis terminaux de 3 à 4 centimètres de longueur.

### Fruits
Les fruits sont des capitules globuleux et lignifiés comprenant de nombreuses petites aspérités.

### Racines
Ses racines possèdent des nodules fixateurs d'azote (actinorhizes) qui, en symbiose avec des bactéries du genre Frankia, assimilent l’azote de l’air.
Les racines peuvent rejeter très loin du pied mère et donner de nouveaux arbres.

## Distribution
Il est très répandu sur l'ensemble de la Grande Terre, tant en forêt sclérophylle, en maquis ou dans les milieux dégradés où cette espèce est pionnière. Son terrain de prédilection est la terre d'alluvions venant de roches ultramafiques.

## Utilisation
Il est utilisé en réhabilitation des terrains miniers, en raison de sa grande adaptabilité aux terrains très pauvres.
Son bois, très dur, est utilisé pour la fabrication de piquets, d'ouvrages de menuiserie et de parquets ou en bois de chauffe. Autrefois, ce bois était utilisé pour fabriquer des casse-têtes.

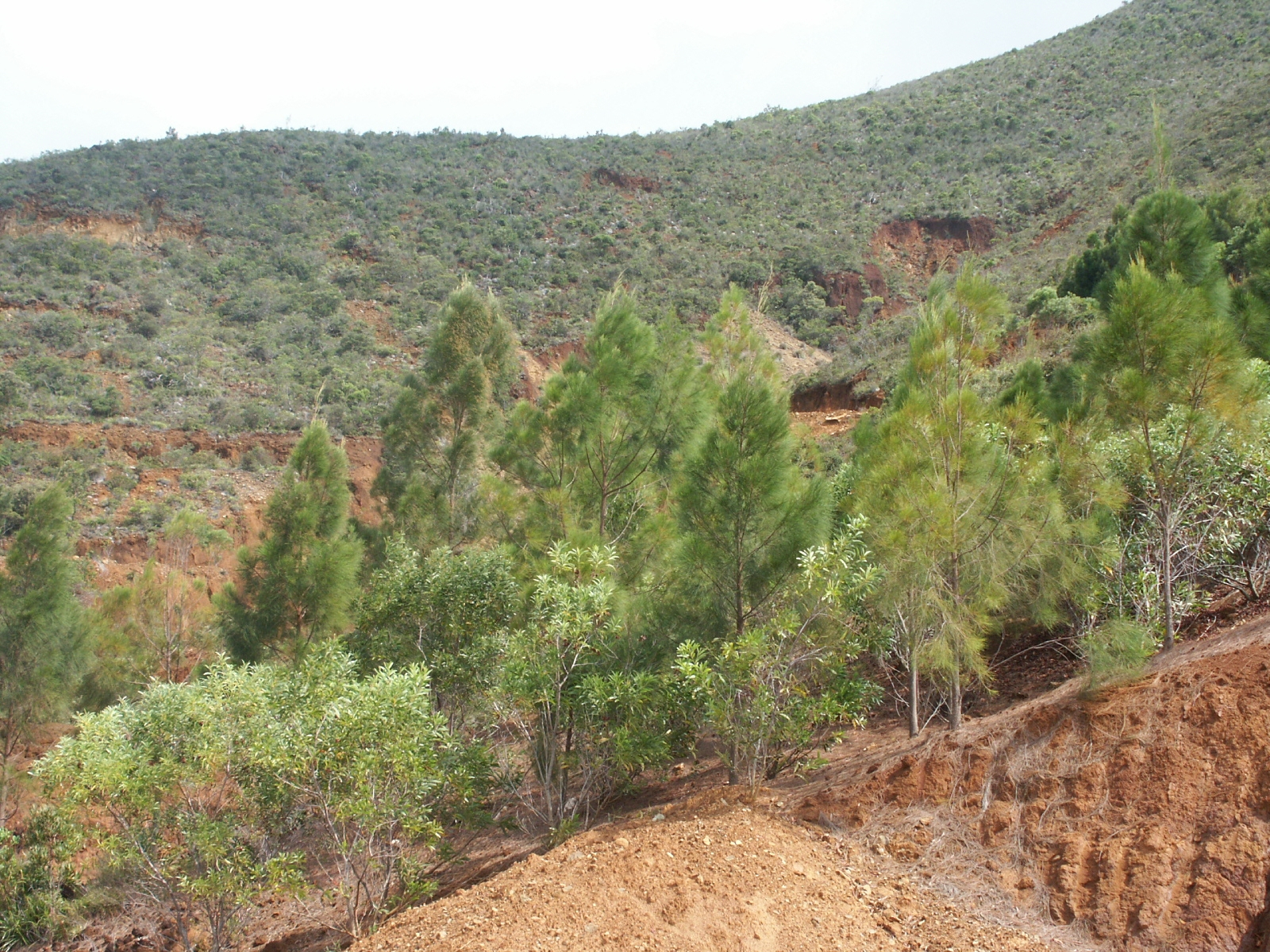
Casuarina collina et Acacia spirorbis d'environ 7 ans en réhabilitation de terrains miniers
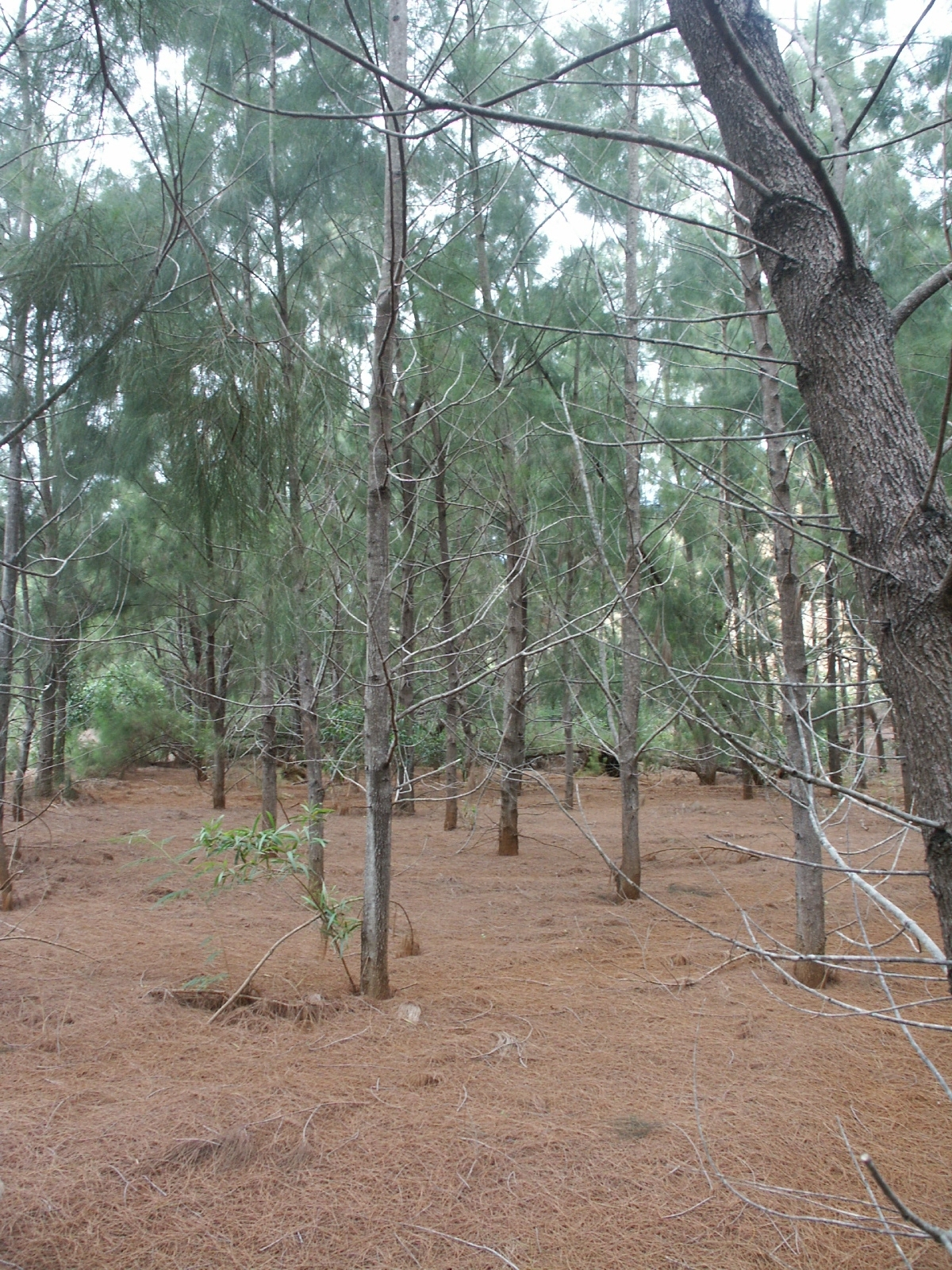
Casuarina collina de 12 ans en réhabilitation de terrains miniers